# Isoperla minima
Isoperla minima är en bäcksländeart som beskrevs av Joachim Illies 1963. Isoperla minima ingår i släktet Isoperla och familjen rovbäcksländor. Inga underarter finns listade i Catalogue of Life.